# Kiran Nazish
Kiran Nazish est une journaliste indépendante pakistanaise. Elle est la fondatrice et la directrice de la Coalition pour les femmes dans le journalisme, une organisation mondiale de soutien aux femmes journalistes.

## Biographie
Au début des années 2000, Kiran Nazish commence sa carrière dans la presse écrite, avant de se diversifier vers d’autres médias et notamment à la radio et à la télévision. Elle est lauréate de différents prix récompensant la qualité de son travail. Pendant des années, elle est chargée principalement de la couverture des conflits, de la paix et de la sécurité en Asie du Sud et au Moyen-Orient.
En 2014, Kiran Nazish est lauréate de la bourse Daniel Pearl, alors qu’elle travaille à The New York Times, où elle s'occupe des tribunaux antiterroristes de Manhattan, du département de la police de New York (NYPD), et de la communauté musulmane de New York. Elle contribue également aux reportages du bureau des affaires étrangères.
Kiran Nazish enseigne le journalisme aux étudiants de premier cycle à l'université de Brandon. Elle donne régulièrement des cours à l'international, telle une la conférence Covering Conflict and International Journalism à l'O.P. Jindal Global University de Delhi, en Inde. Elle a également lancé des programmes de formation au journalisme et des bourses d'études grâce à son initiative à la Lahore University of Management Sciences (LUMS).
Kiran Nazish est Senior Fellow à la New America Foundation, un programme de sécurité internationale.

## Carrière professionnelle

### Les régions tribales du Pakistan
Au Pakistan, Kiran Nazish réalise des reportages dans les régions tribales sous administration fédérale ou FATA déchirées par le conflit et contrôlées par les talibans. Elle est également présente lorsque l’armée pakistanaise entame ses opérations contre les terroristes dans la région. Elle écrit : "Je voulais apprendre comment les journalistes travaillent dans les zones tribales sous administration fédérale, une région semi-autonome, en proie aux conflits, composée de sept "agences" tribales le long de la frontière afghane, connue sous le nom de "zone de guerre". Douze journalistes y ont été tués depuis les attaques terroristes du 11 septembre 2001 aux États-Unis. Si le Pakistan est le pire endroit pour être journaliste, les FATA sont le pire des pires",.

### L'État islamique et la Syrie
Kiran Nazish rédige plusieurs articles sur la présence de l'État islamique, aussi appelé Daech ou ISIS à Kobané, en Syrie. Dans un article, la journaliste affirme que "de nombreux cadavres de combattants des États islamiques sont éparpillés dans les rues, ce qui pose un problème d'hygiène pour les enfants et les femmes enceintes qui vivent encore à l'intérieur",. Elle produit également des rapports sur les civils pris au piège à Alep en 2016. Son travail s'est concentré principalement sur le sort des civils sur place.

### Menaces et exil du Pakistan
Alors que la journaliste enquête sur une histoire impliquant l'influence des agences de renseignement sur les institutions démocratiques au Pakistan, elle reçoit des menaces de mort et est forcée d’interrompre ses recherches. À la suite de ces menaces, Kiran Nazish s’exile pendant des années hors du Pakistan,. Elle dénonce alors les menaces auxquelles les femmes journalistes sont confrontées, et l'impunité dont jouissent les coupables,. En 2017, une étude décrit les nombreuses façons dont les femmes journalistes sont surveillées et contrôlées, ce qui conduit à l'autocensure, à une surveillance accrue et à l'exil,.
La journaliste a également couvert les couvre-feux turcs et leur impact sur les villes kurdes,, et s’est rendu à plusieurs reprises à Mosoul.

### La Coalition pour les femmes dans le journalisme (CFWIJ)
En tant que directrice et fondatrice de la Coalition pour les femmes dans le journalisme, Kiran Nazish est la pionnière du premier programme mondial de mentorat pour les femmes journalistes en milieu de carrière. L'organisation met l'accent sur la sécurité, le bien-être et la l’évolution professionnelle des femmes journalistes.
La coalition est à l’origine d’un plaidoyer documentant les menaces et les abus auxquels les femmes journalistes sont confrontées dans le monde entier. Elle établit un réseau dans plusieurs pays, chacun comprenant des mentors locaux, qui offrent des conseils aux boursiers de la CFWIJ dans leur langue locale respective. "Dans un environnement précaire et largement misogyne, les femmes journalistes se sentent stressées, coincées et souvent fatiguées", déclare Kiran Nazish. L'organisation dispose de réseaux en Asie du Sud, en Amérique latine, au Moyen-Orient et en Amérique du Nord.

## Reconnaissance
En 2013, Kiran Nazish reçoit le prix Agahi pour le meilleur reportage. Son interview de l'homme politique pakistanais, et Premier ministre élu en 2018, Imran Khan fait partie de la liste de reportages primés au cours de sa carrière. En 2019, Splice Watch l'a inscrite sur sa liste des personnalités pour l’année 2019.